# سایونیکس
سایونیکس (انگلیسی: Psyonix) نام یک  شرکت توسعه‌دهنده بازی ویدئویی می باشد که در سال ۲۰۰۰ در سن دیگو تاسیس شد. در سال ۲۰۱۹ این شرکت توسط اپیک گیمز خریداری شد و زیر مجموعه این شرکت شد.